# Jürgen Mannhardt

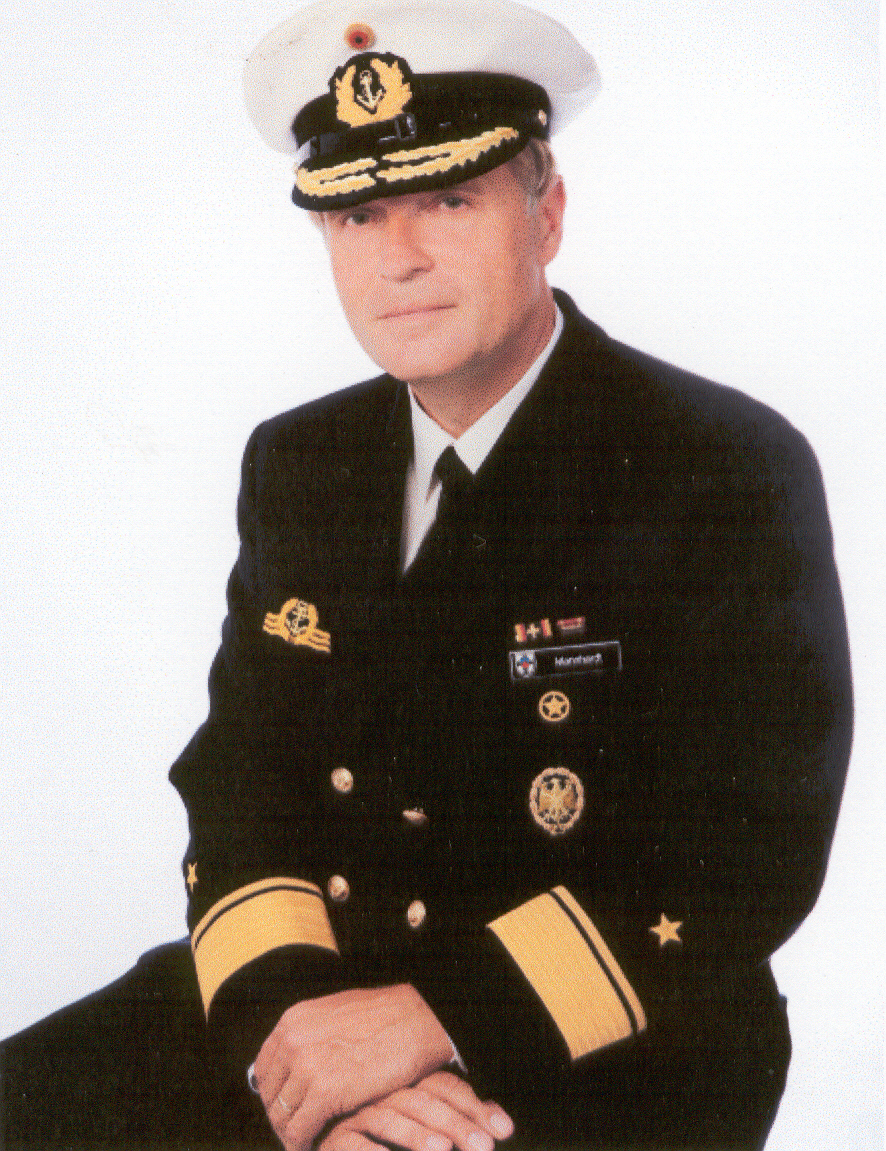
Jürgen Mannhardt (2007)

Jürgen Mannhardt (* 17. März 1954) ist ein deutscher Offizier und Flottillenadmiral der Deutschen Marine im Ruhestand. Er war in seiner letzten Verwendung Abteilungsleiter Planung und Konzeption im Marinekommando, Rostock.

## Militärische Laufbahn

### Ausbildung und erste Verwendungen
Jürgen Mannhardt trat 1972 in die Bundesmarine ein. Als Offizieranwärter der Crew VII/72 begann er seine Ausbildung zum Marineoffizier. Von 1974 bis 1977 schloss sich ein Studium der Wirtschafts- und Organisationswissenschaften an der Universität der Bundeswehr in Hamburg an (Abschluss Diplom-Kaufmann). Es folgten Ausbildung und Einsatz als Bootswaffenoffizier in der Schnellbootflottille (1978–1981). Von 1981 bis 1984 übernahm er das Kommando über das Schnellboot S 49 „Wolf“ im 3. Schnellbootgeschwader in Flensburg. Nach einer vertiefenden Ausbildung im Bereich Überwasserwaffen (B-Lehrgang) war er von 1985 bis 1987 Artillerie- und Schiffswaffenoffizier auf dem Zerstörer Mölders in Kiel. Von 1987 bis 1989 nahm Mannhardt am Admiralstabsdienstlehrgang an der Führungsakademie der Bundeswehr in Hamburg teil.

### Dienst als Stabsoffizier
Mannhardt diente als S 3 und Stellvertreter des Kommandeurs im 5. Schnellbootgeschwader in Olpenitz (1989–1991). Es schloss sich eine Verwendung als Admiralstabsoffizier für Planung im Stab Schnellbootflottille in Flensburg an. Von 1993 bis 1995 war er als Referent im Führungsstab der Marine im Bundesministerium der Verteidigung in Bonn eingesetzt. In der nächsten Funktion war er von 1995 bis 1996 als Kommandeur des 3. Schnellbootgeschwaders in Flensburg tätig. Dem schlossen sich von 1996 bis 2001 Verwendungen als Dozent Führung und Management, anschließend als Dozent für operative Führung und stellvertretender Fachbereichsleiter Führungslehre Marine an der Führungsakademie der Bundeswehr in Hamburg an. Von 2001 bis 2003 war Mannhardt stellvertretender Kommandeur und A 3 der Schnellbootflottille in Rostock, darin eingeschlossen ein viermonatiger Einsatz als Leiter des deutschen Verbindungsteams bei USNAVCENT in Bahrain im Rahmen der Operation Enduring Freedom. 2003 wurde er Referatsleiter Operative Grundsatzangelegenheiten im Führungsstab der Marine. 2006 übernahm er als Leiter Aufstellungsstab, später als Chef des Stabes und stellvertretender Kommandeur die Einsatzflottille 1 in Kiel.

### Dienst als Admiral
Von 2007 bis 2010 führte Mannhardt die Marineschule Mürwik als Kommandeur. Anschließend wurde er Stellvertreter des Amtschefs und Leiter Fachabteilungen im Marineamt in Rostock. Zum 1. Oktober 2012 übernahm Mannhardt die Abteilung Planung und Konzeption im Marinekommando in Rostock. Zum 1. November 2016 übergab Mannhardt seinen Dienstposten an Kapitän zur See Ulrich Reineke und wurde in den Ruhestand versetzt.

## Einsätze
- 2009 Kontingentführer der Mission UNIFIL (Maritime Task Force 448)[6][7]